# Радович, Мирослав
Ми́рослав Ра́дович (серб. Мирослав Радовић / Miroslav Radović; 16 января 1984, Горажде, СФРЮ) — сербский футболист, выступавший на позиции полузащитника.

## Карьера
Радович — воспитанник белградского «Партизана», за который играл в 2003—2006 годах.
В 2006 году перешёл в польский клуб «Легия», подписав контракт на 4 года. В составе «Легии» стал 5-кратным обладателем кубка Польши, участвовал в победных финалах кубка в 2011 году, 2012 года, стал 2-кратным чемпионом Польши и обладателем Суперкубка Польши в 2009 году.
В феврале 2015 года перешёл в китайский клуб «Хэбэй Чжунцзи», подписав контракт на 2 года. Мирослав пропустил большую часть сезона из-за травмы, сыграв всего 5 матчей за команду.
В 2019 году Мирослав завершил карьеру.

## Достижения
Командные
«Партизан»
- Чемпионат Сербии и Черногории: 2004/05

«Легия»
- Чемпион Польши (4): 2012/13, 2013/14, 2016/17, 2017/18
- Обладатель Кубка Польши (5): 2007/08, 2010/11, 2011/12, 2012/13, 2017/18
- Обладатель Суперкубка Польши: 2008

«Олимпия»
- Чемпионат Словении: 2015/16